# Хјуит (Минесота)
Хјуит (енгл. Hewitt) град је у америчкој савезној држави Минесота.

## Демографија
По попису из 2010. године број становника је 266, што је 1 (-0,4%) становника мање него 2000. године.
| Група             | 2000.       | 2010.       |
| Белци             | 262 (98,1%) | 263 (98,9%) |
| Афроамериканци    | 0 (0,0%)    | 0 (0,0%)    |
| Азијати           | 1 (0,4%)    | 0 (0,0%)    |
| Хиспаноамериканци | 2 (0,7%)    | 3 (1,1%)    |
| Укупно            | 267         | 266         |